# Boston City Football Club
I Boston City Football Club sono un club calcistico statunitense fondato nel 2015 a Malden (Massachusetts), partecipa attualmente alla National Premier Soccer League.